# 李維標
李維標（1556年—？），字本立，號大瀛，湖廣承天府景陵縣人，民籍，明朝政治人物。同進士出身。

## 生平
萬曆四年（1576年）丙子科湖廣鄉試三十名，萬曆十四年（1586年）丙戌科會試七十八名，登二甲第五十五名進士。兵部觀政，十九年四月授南國子監典簿，二十一年京察以浮躁降调山西趙城縣主簿，二十三年升益府紀善。

## 家族
曾祖李珏；祖父李景瑞，封河南布政司參議；父李淑，曾任廣西布政司右布政予告終養崇祀鄉賢。前母王氏（累贈夫人）；繼母陳氏（累封夫人）；母匡氏、梁氏。慈侍下。兄李维桢，隆慶二年進士，河南布政司左参政；维柱，同科舉人；弟维极，七年己卯亞魁；维楫，學生。